# Pseudobottegia
Pseudobottegia is een kevergeslacht uit de familie van de boktorren (Cerambycidae). De wetenschappelijke naam van het geslacht werd voor het eerst geldig gepubliceerd in 1955 door Duffy.

## Soorten
Pseudobottegia omvat de volgende soorten:
- Pseudobottegia bilocularis Duffy, 1955
- Pseudobottegia freyi Quentin & Villiers, 1971